# Atomium
Az Atomium emlékmű a brüsszeli Baldvin király Stadionban található.
A kilenc gömbből álló építmény acélból készült és a vas tércentrált köbös fémrácsát jeleníti meg 165 milliárdszoros nagyításban. (Érzékeltetésképpen, ez nagyjából akkora lépték, mintha egy 0,1 mm-es porszemcsét Föld méretűre növelnénk.) Ez a látványos épület az 1958-as brüsszeli világkiállításra készült el, és annak egyik fő attrakciója volt. 1956 márciusában André Waterkeyn tervei alapján kezdték meg az építését, és eredetileg csak a kiállítás féléves időtartamára szánták. Az Expo 1958 ideje alatt azonban akkora népszerűségre tett szert, hogy a város vezetése a véglegesítése mellett döntött.

## Jellemzői
A szerkezet teljes magassága 102 méter, tömege 2400 tonna. A kilenc, egyenként 18 méter átmérőjű gömböt  húsz cső köti össze, melyekből a kocka éleit alkotók 3 méter átmérőjűek és 29 méter hosszúak. Az átlóban lévő csövek átmérője 3,3 méter, hosszuk 23 méter. A csúcsára állított kocka három alsó gömbjét egyenként egy 35 méter magas állvány támasztja alá, viszont van a szerkezetnek még további három olyan gömbje, amelyeknek nincsen függőleges alátámasztása. Így ezek biztonsági okokból zárva vannak a látogatók előtt. A turistákat a középső csőben közlekedő lift egyenesen a legfelső gömbbe szállítja, ahonnan körpanoráma nyílik a városra és környékére. A lift visszafelé csak a középső gömbig viszi utasait, mert itt és a többi alsó gömbben (amelyekbe mozgólépcső segítségével lehet továbbjutni) az 1950-70-es éveket idéző retrokiállítást tekinthetik meg a látogatók.

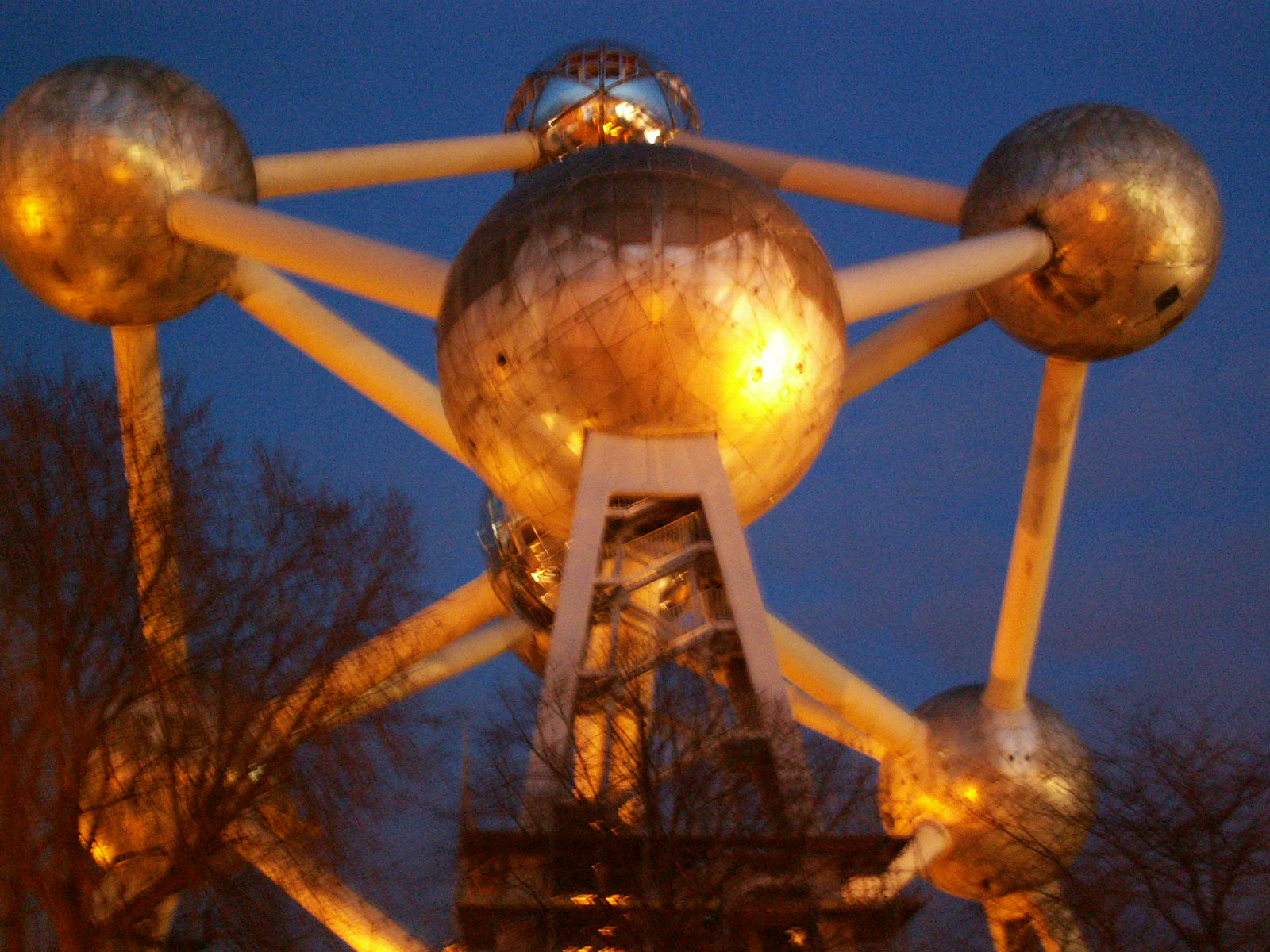
Az Atomium éjjel

## Tatarozás
Az ezredfordulóra az épület állapota meglehetősen leromlott és időszerűvé vált egy átfogó felújítás. 2004 márciusában kezdődtek meg a munkálatok és 2006. február 18-án értek véget. Ennek keretében az eredetileg alumíniumból készült burkolatot rozsdamentes acélra cserélték. Az építmény a látogatók előtt már nyitva áll.